# Осовецкий сельсовет (Гомельская область)
Осовецкий сельсовет (бел. Асавецкі сельсавет) — административная единица на территории Мозырского района Гомельской области Беларуси. Административный центр — агрогородок Осовец.

## История
Указом Президента Республики Беларусь от 5 апреля 2021 года № 136 «Об административно-территориальном устройстве Витебской, Гомельской и Могилёвской областей» с 1 июня 2021 года посёлок Шестовичи, деревня Шестовичи, Мойсеевичи, Велавск, Черноцкое Петриковского района включены в состав Мозырского района.
В результате изменения границ районов в Едином реестре административно-территориальных и территориальных единиц Республики Беларусь была произведена регистрация административного подчинения д. Велавск, д. Мойсеевичи, д. Черноцкое, д. Шестовичи, п. Шестовичи Петриковского района в Осовецкий сельсовет Мозырского района.

## Состав
Осовецкий сельсовет включает 18 населённых пунктов:
- Велавск — деревня
- Гиневичев Груд — деревня
- Глиница — деревня
- Глиницкий — посёлок
- Зимовая Буда — деревня
- Камень — деревня
- Криничная Гряда — деревня
- Крушники — деревня
- Летовище — деревня
- Мойсеевичи — деревня
- Осовец — агрогородок
- Осовецкая Буда — деревня
- Передрейка — деревня
- Сколодин — деревня
- Турбинка — деревня
- Шестовичи — деревня
- Шестовичи — посёлок
- Черноцкое — деревня